# Абкулон (одиниця вимірювання)
Абкулон (англ. Abcoulomb) — когерентна похідна одиниця вимірювання електричного заряду в абсолютній електромагнітній системі одиниць (СГСМ), запропонованій для магнітних вимірювань. Міжнародне позначення одиниці — abC, українське — абКл.
Назва абкулон була введена  в 1903 році А. Е. Кеннелі як коротка назва для довгого найменування одиниця заряду абсолютної електромагнітної системи одиниць, що використовувалася після прийняття системи СГС в 1875 році.  Абкулон — когерентна одиниця системи СГСМ на відміну  від кулона, практичної одиниці заряду, прийнятої в тому ж 1875 році.
За визначенням  1 абкулон – електричний заряд, що проходить за 1 с через поперечний переріз провідника за сили струму, що протікає в ньому, 1 абампер.
Зв'язок з одиницею Міжнародної системи одиниць (SI): 1 абкулон = 10 Кл.
Маловживана одиниця. Інформація про використання цієї одиниці вимірювання в економіці України, в т. ч. до набуття незалежності, відсутня.